# Camí de l'Aleixar
El Camí de l'Aleixar unia la ciutat de Reus amb la població de l'Aleixar. Aquest nom s'aplicava a l'actual carrer de Prat de la Riba que s'inicia al final del carrer de Llovera, a la plaça del Pintor Fortuny fins al Passeig de Sunyer, el travessava i anava a desembocar a la carretera d'Alcolea, antiga carretera de Falset. Durant el franquisme se l'havia retolat "Calvo Sotelo". Actualment, aquest nom el porta el tram que va des del Passeig de Sunyer fins a la carretera d'Alcolea.
La carretera d'Alcolea es va construir seguint l'antic camí en trams importants, i en part circula paral·lela al seu antic traçat i el travessa en diversos punts. Algun bocí ha estat ocupat per cultius i per la zona urbana, però en queden alguns trams utilitzables, sobretot a la vora del Mas de les Ànimes, quan circula paral·lel al Barranc del Roquís o del Mas del Coll.
A la partida de Monterols, als Cinc Camins, surt el camí del Mig, que en diversos trams també se'n diu Camí de l'Aleixar, ja que és el camí més directe per anar a aquesta població.